# Regió de Moesa
La Regió de Moesa és una de les 11 regions del cantó dels Grisons (Suïssa). És una regió amb l'italià com a llengua oficial i està formada per 17 municipis repartits en 3 cercles comunals. Té una població de 7778 habitants (cens de 2007) i una superfície de 496,03 km².

## Municipis
| Cercle de Calanca      | Cercle de Calanca      | Cercle de Calanca    | Cercle de Calanca | Cercle de Calanca |
| Escut                  | Nom                    | Població (Des. 2007) | Superfície in km² | Núm. OFS          |
| ---------------------- | ---------------------- | -------------------- | ----------------- | ----------------- |
| Arvigo                 | Arvigo                 | 93                   | 17.01             | 3801              |
| Braggio                | Braggio                | 56                   | 6.91              | 3803              |
| Buseno                 | Buseno                 | 109                  | 11.15             | 3804              |
| Castaneda              | Castaneda              | 225                  | 3.96              | 3805              |
| Cauco                  | Cauco                  | 39                   | 10.89             | 3806              |
| Rossa                  | Rossa                  | 119                  | 58.88             | 3808              |
| Santa Maria in Calanca | Santa Maria in Calanca | 107                  | 9.31              | 3810              |
| Selma                  | Selma                  | 39                   | 2.91              | 3811              |

| Cercle de Messoco | Cercle de Messoco | Cercle de Messoco    | Cercle de Messoco | Cercle de Messoco |
| Escut             | Nom               | Població (Des. 2007) | Superfície in km² | Núm. OFS          |
| ----------------- | ----------------- | -------------------- | ----------------- | ----------------- |
| Lostallo          | Lostallo          | 692                  | 50.86             | 3821              |
| Mesocco           | Mesocco           | 1224                 | 164.76            | 3822              |
| Soazza            | Soazza            | 366                  | 46.42             | 3823              |

| Cercle de Messoco | Cercle de Messoco | Cercle de Messoco    | Cercle de Messoco | Cercle de Messoco |
| Escut             | Nom               | Població (Des. 2007) | Superfície in km² | Núm. OFS          |
| ----------------- | ----------------- | -------------------- | ----------------- | ----------------- |
| Cama              | Cama              | 487                  | 15.00             | 3831              |
| Grono             | Grono             | 880                  | 14.81             | 3832              |
| Leggia            | Leggia            | 114                  | 9.18              | 3833              |
| Roveredo          | Roveredo          | 2338                 | 38.79             | 3834              |
| San Vittore       | San Vittore       | 731                  | 22.06             | 3835              |
| Verdabbio         | Verdabbio         | 159                  | 13.13             | 3836              |